# Superdávka
Superdávka je nová jednotná dávka státní sociální pomoci, kterou Poslanecká sněmovna schválila 26. března 2025. V platnost vstupuje 1. října 2025 a sloučí čtyři stávající dávky (přídavek na dítě, příspěvek na bydlení, příspěvek na živobytí a doplatek na bydlení) do jedné žádosti. Dávka má čtyři složky: bydlení, živobytí, bonus na děti a pracovní bonus, který odmění pracovní aktivitu či péči o dítě na rodičovské nebo dlouhodobou péči o blízkého. Zavádí se majetkový test: posuzují se úspory (např. max. 200 000 Kč pro jednočlennou domácnost jako celkové jmění), vlastnictví nemovitostí či aut, ale nezapočítává se například stavební spoření či penzijní spoření. Reformu doprovází cílení na nízkopříjmové rodiny a rodiny s dětmi, přičemž důraz je kladen na motivaci k soběstačnosti a snížení administrativní zátěže systému.